# Giulio Claro
Giulio Claro (født 6. januar 1525; død 13. april 1575) var jurist fra Alessandria i Piemonte, Italien. Han studerede retsvidenskab i Pavia og Bologna og gjorde senere tjeneste under Filip 2. af Spanien. Hans hovedværk er Receptae sententiae (1570) i fem bøger, hvoraf den femte omhandler kriminalretten.